# Théorie du renversement
La théorie du renversement ou théorie des renversements psychologiques est centrée sur l'expérience du sujet et tend à montrer comment les décisions d'un sujet n'obéissent pas nécessairement aux préférences rationnelles. Elle peut ainsi être considérée et utilisée comme une théorie de la motivation ou une théorie de la décision, bien que son champ d'investigation déborde la motivation au sens étroit.

## Explication
Il existe plusieurs formulations de cette théorie. En bref, elle consiste à montrer qu'entre deux options équivalentes, le sujet préfèrera l'une ou l'autre. Par exemple, un individu préférera une probabilité de gain de 750 euros à 100 % qu'une probabilité de gain de 1 000 euros à 75 %, bien que l'utilité espérée de ces deux options soient la même. Inversement, il préférera une perte probable, mais grande, à une perte sûre, mais faible. Paul Slovic et Sarah Lichtenstein ont travaillé là-dessus, en montrant que la présentation du problème modifie les préférences des sujets. La théorie des perspectives du Prix Nobel Daniel Kahneman et d'Amos Tversky vise à formaliser ces questions.
Cette théorie peut proposer un modèle des fluctuations psychologiques de l'individu tant entre des comportements différents que dans le cours-même d'un comportement. Michael Apter en a développé les bases avec le concours du psychiatre Kenneth C. P. Smith, et en a fait l'exposé dans « The experience of motivation » (1982). Les fluctuations ou renversements sont induits par des éléments contingents et indépendants du sujet, ou au contraire par des sentiments autogènes de frustration comme de satiété. Interpelée par des formes de comportements ininterprétables par raisonnement, cette théorie cherche à dégager les ressorts élémentaires de l'inconsistance apparente des individus et ce faisant elle souligne l'intérêt vital de cette inconsistance naturelle, par exemple pour le maintien spontané de la santé mentale.
La théorie du renversement cherche à échapper aux limites des modèles traditionnels qui reposent sur l'homéostasie et la réduction de la tension. Il en renouvelle fortement la portée en y greffant des éléments de flexibilité inspirée de la cybernétique (multistabilité) et en introduisant des descripteurs du vécu individuel qui enrichissent notablement la palette des possibles dont le modèle peut rendre compte.
Ses hypothèses supposent une complexité et une logique individuelles relativement indépendantes des sollicitations environnementales et du traitement cognitif qui en est fait. Parmi ses méthodes et résultats en cours de validation, s'est dégagée une typologie basée sur des paires d'états mentaux ou états d'esprit, tels que l'état télique et l'état paratélique.
Entre deux états, appelés « états métamotivationnels », un renversement est habituellement possible, sans que ce basculement d'un état à l'autre soit principalement une réponse à une évolution du contexte. Plusieurs travaux ont confirmé que les individus avaient des préférences variables pour un des modes de ces structures bipolaires tout en étant susceptibles de passer à l'autre mode pour des durées variant selon une certaine cohérence du dynamisme personnel.
Les états métamotivationnels désignent des modalités particulières de faire l'expérience du monde, on peut les qualifier d'états expérienciels. Un « état métamotivationnel » est le vécu ("corrélats mentaux") des motivations. Chaque état possède trois facettes : une tendance ou forme de motivation foncière, une tonalité émotive et une projection comme vision du monde. Dans un contexte donné et en cohérence avec son histoire personnelle, l'individu règle le point d'équilibre motivationnel le plus approprié ou le niveau optimal d'activation.
Le modèle a été exploré avec succès au plan de la psychophysiologie (université de Trondheim).

## Les états métamotivationnels télique et paratélique
La principale paire d'états métamotivationnels est la paire télique/paratélique : leurs ressorts, leurs spectres d'émotions et leurs visions du monde implicites sont bien différents tout comme leurs diverses conséquences au plan du comportement.
Dans le mode ou état télique (du grec telos, tendu vers un but), le comportement est motivé et réglé par la poursuite d'un but ; l'épanouissement de l'individu paraît dépendre de l'accomplissement d'une intention, les moyens et conditions pratiques de cet accomplissement n'étant pas prioritaires quant à la satisfaction.
Le mode paratélique est moins complexe, moins susceptible d'ambivalence : la satisfaction est directement liée au comportement, l'intérêt est dans l'activité elle-même et non dans son résultat.
Pour ce qui est du spectre émotionnel, l'état télique voit croître l'état d'esprit sérieux de la relaxation jusqu'à l'anxiété, alors que parallèlement l'état paratélique voit décroître la satisfaction de l'euphorie à l'ennui. Les personnes en état télique seraient moins tolérantes aux effets de stress que celles en état paratélique qui peuvent même cultiver les situations stressantes. La dominance paratélique est correlée avec une plus grande adaptabilité immédiate, les attitudes décontractées et l'humour.
Des tests, ainsi que des mesures psychométriques, ont été mis au point pour évaluer la dominance télique, c'est-à-dire la préférence d'un individu pour un mode plutôt qu'un autre, ou le mode qui est dominant à un moment donné.

## Les principaux états métamotivationnels
Michael Apter décrit ainsi les principaux états métamotivationnels :
- l'état sérieux (télique), centré sur des buts importants et la planification, opposé à l'état enjoué (paratélique), centré sur le plaisir immédiat et l'action spontanée ;
- l'état discipliné (conformiste), centré sur les obligations et le maintien des règles et des routines, opposé au style provocateur (transgressif), qui est un état contestataire, centré sur la liberté personnelle ;
- l'état de maîtrise, centré sur le pouvoir, le contrôle et la domination, opposé à l'état de sympathie, centré sur la gentillesse, l'attention envers les autres et l'harmonie ;
- L'état orienté sur soi (autique), centré sur ses propres besoins, opposé à l'état orienté vers l'autre (alloïque), centré sur les besoins des autres.

Les états métamotivationnels sont ainsi classés par rapport à quatre domaines d'expériences :
1. le domaine des fins et des moyens caractérise les états télique et paratélique ;
2. le domaine des règles (attentes pressions sociales, conventions, etc.) caractérise les états conformiste et transgressif ;
3. le domaine des transactions (aux autres et à soi-même) caractérise les états de maîtrise et de sympathie ;
4. le domaine des relations caractérise les états autique et alloïque.

## Application à la dépression
Naturellement, la théorie du renversement a pris en compte et intégré certaines formes pathologiques. Ainsi la dépression est-elle interprétée soit comme la manifestation d'un renversement problématique soit comme le blocage dans un niveau d'excitation :
- L'individu ne résout plus la complexité et souffre par frustration de ses états préférés : la combinaison des facteurs environnementaux, paramètres personnels et des attentes actuelles ne permettent pas la sélection d'un « état métamotivationnel » acceptable.
- La réversibilité dysfonctionne :
  - l'individu souffre de ne pas pouvoir basculer d'un état (même préféré) à l'autre : en mode paratélique, il ne parvient plus à se projeter et s'investir dans un but (aboulie); en mode télique, il ne parvient plus à s'adonner à des activités pour leur simple agrément.
  - l'individu souffre de ne pas pouvoir changer de niveau d'excitation : en mode paratélique surtout, il ne parvient pas à trouver les excitations qui lui semblent essentielles pour sortir de l'ennui ressenti (dépression liée à l'ennui) ; en mode télique, il y a césure entre le but conceptualisé et la motivation concrète (dépression d'apathie) ou au contraire, il ne parvient plus se détendre (dépression liée à l'anxiété).

### Référence
1. 1 2 3  Éric Raufaste, Denis J. Hilton, Les mécanismes de la décision face au risque, Alliage no 48-49, automne 2001
2. ↑  Michael Apter, Reversal Theory : What Is It ?, The Psychologist, 10 (5), 217-220. 1997.